# Kuća Benzon u Imotskome
Kuća Benzon u gradiću Imotskom, Ante Starčevića 1, zaštićeno kulturno dobro.

## Opis dobra
Kuća Benzon u Imotskom ožbukana je dvokatnica, izrazitih secesijskih obilježja s ukrasom na reprezentativnom zapadnom pročelju te s djelomično sačuvanim interijerom iz istog razdoblja (namještaj,oslici i dr.).

## Zaštita
Pod oznakom Z-4004 zavedena je kao nepokretno kulturno dobro - pojedinačno, pravna statusa zaštićena kulturnog dobra, klasificirano kao "stambene građevine".